# Lista di asteroidi (571001-572000)
Di seguito una lista di asteroidi dal numero 571001  al 572000 con data di scoperta e scopritore.

## 571001–571100
| Nome   | Designazione provvisoria | Data di scoperta  | Scopritore                  |
| ------ | ------------------------ | ----------------- | --------------------------- |
| 571001 | 2006 YF50                | 27 dicembre 2006  | Mount Lemmon Survey         |
| 571002 | 2006 YG50                | 27 dicembre 2006  | Mount Lemmon Survey         |
| 571003 | 2006 YJ50                | 29 ottobre 2005   | Spacewatch                  |
| 571004 | 2006 YR55                | 22 novembre 2006  | Spacewatch                  |
| 571005 | 2006 YR56                | 15 dicembre 2006  | Mount Lemmon Survey         |
| 571006 | 2006 YG57                | 14 dicembre 2012  | ESA OGS                     |
| 571007 | 2006 YM57                | 25 novembre 2006  | Mount Lemmon Survey         |
| 571008 | 2006 YS57                | 9 febbraio 2008   | Spacewatch                  |
| 571009 | 2006 YV57                | 24 ottobre 2011   | Pan-STARRS                  |
| 571010 | 2006 YK58                | 9 maggio 2003     | LONEOS                      |
| 571011 | 2006 YJ59                | 8 maggio 2008     | Spacewatch                  |
| 571012 | 2006 YK59                | 23 dicembre 2012  | Pan-STARRS                  |
| 571013 | 2006 YM59                | 11 dicembre 2012  | Mount Lemmon Survey         |
| 571014 | 2006 YH60                | 26 ottobre 2011   | Pan-STARRS                  |
| 571015 | 2006 YL60                | 24 dicembre 2006  | Spacewatch                  |
| 571016 | 2006 YN60                | 21 dicembre 2006  | L. H. Wasserman             |
| 571017 | 2006 YR60                | 5 novembre 2010   | Spacewatch                  |
| 571018 | 2006 YQ61                | 24 dicembre 2006  | Spacewatch                  |
| 571019 | 2006 YP62                | 26 dicembre 2006  | Spacewatch                  |
| 571020 | 2006 YX62                | 14 gennaio 2011   | Spacewatch                  |
| 571021 | 2006 YN63                | 23 dicembre 2012  | Pan-STARRS                  |
| 571022 | 2006 YW63                | 18 febbraio 2013  | Mount Lemmon Survey         |
| 571023 | 2006 YU64                | 18 novembre 2011  | Mount Lemmon Survey         |
| 571024 | 2006 YY64                | 27 dicembre 2006  | Spacewatch                  |
| 571025 | 2006 YC65                | 3 novembre 2011   | Mount Lemmon Survey         |
| 571026 | 2006 YJ65                | 24 settembre 2011 | Pan-STARRS                  |
| 571027 | 2006 YS65                | 21 dicembre 2006  | Spacewatch                  |
| 571028 | 2006 YW65                | 13 febbraio 2008  | Mount Lemmon Survey         |
| 571029 | 2006 YX65                | 20 gennaio 2013   | Mount Lemmon Survey         |
| 571030 | 2006 YT66                | 5 giugno 2016     | Pan-STARRS                  |
| 571031 | 2006 YP67                | 27 dicembre 2006  | Mount Lemmon Survey         |
| 571032 | 2006 YS67                | 27 dicembre 2006  | Mount Lemmon Survey         |
| 571033 | 2006 YT67                | 26 dicembre 2006  | Spacewatch                  |
| 571034 | 2007 AL5                 | 24 dicembre 2006  | Spacewatch                  |
| 571035 | 2007 AC7                 | 27 dicembre 2006  | Mount Lemmon Survey         |
| 571036 | 2007 AD9                 | 11 gennaio 2007   | J. L. Ortiz, P. Santos-Sanz |
| 571037 | 2007 AP9                 | 24 dicembre 2006  | Spacewatch                  |
| 571038 | 2007 AT24                | 15 gennaio 2007   | CSS                         |
| 571039 | 2007 AU26                | 30 ottobre 2005   | Mount Lemmon Survey         |
| 571040 | 2007 AS31                | 8 gennaio 2007    | Mount Lemmon Survey         |
| 571041 | 2007 AU31                | 10 gennaio 2007   | Mount Lemmon Survey         |
| 571042 | 2007 AF32                | 27 dicembre 2006  | Mount Lemmon Survey         |
| 571043 | 2007 AP32                | 10 gennaio 2007   | Mount Lemmon Survey         |
| 571044 | 2007 AF33                | 15 dicembre 2006  | Spacewatch                  |
| 571045 | 2007 AG33                | 1 agosto 2017     | Pan-STARRS                  |
| 571046 | 2007 AQ33                | 10 gennaio 2007   | Mount Lemmon Survey         |
| 571047 | 2007 AJ34                | 15 gennaio 2007   | Osservatorio di Mauna Kea   |
| 571048 | 2007 AM34                | 5 settembre 2016  | Mount Lemmon Survey         |
| 571049 | 2007 AN35                | 10 gennaio 2007   | Spacewatch                  |
| 571050 | 2007 AR36                | 10 gennaio 2007   | Spacewatch                  |
| 571051 | 2007 AW36                | 9 gennaio 2007    | Spacewatch                  |
| 571052 | 2007 BP1                 | 17 novembre 2006  | Mount Lemmon Survey         |
| 571053 | 2007 BA2                 | 16 gennaio 2007   | Mount Lemmon Survey         |
| 571054 | 2007 BW7                 | 13 dicembre 2006  | Spacewatch                  |
| 571055 | 2007 BB9                 | 9 gennaio 2007    | Spacewatch                  |
| 571056 | 2007 BA10                | 17 gennaio 2007   | Spacewatch                  |
| 571057 | 2007 BA15                | 17 gennaio 2007   | Spacewatch                  |
| 571058 | 2007 BK25                | 24 gennaio 2007   | Mount Lemmon Survey         |
| 571059 | 2007 BS25                | 24 gennaio 2007   | Mount Lemmon Survey         |
| 571060 | 2007 BC30                | 17 gennaio 2007   | Spacewatch                  |
| 571061 | 2007 BQ32                | 9 gennaio 2007    | Mount Lemmon Survey         |
| 571062 | 2007 BF33                | 24 gennaio 2007   | Mount Lemmon Survey         |
| 571063 | 2007 BN44                | 25 gennaio 2007   | Spacewatch                  |
| 571064 | 2007 BT50                | 21 luglio 2004    | SSS                         |
| 571065 | 2007 BL61                | 27 gennaio 2007   | Mount Lemmon Survey         |
| 571066 | 2007 BS65                | 27 gennaio 2007   | Mount Lemmon Survey         |
| 571067 | 2007 BM67                | 27 gennaio 2007   | Mount Lemmon Survey         |
| 571068 | 2007 BO71                | 28 gennaio 2007   | Mount Lemmon Survey         |
| 571069 | 2007 BH73                | 16 gennaio 2007   | LINEAR                      |
| 571070 | 2007 BQ79                | 28 gennaio 2007   | Mount Lemmon Survey         |
| 571071 | 2007 BF86                | 19 gennaio 2007   | Osservatorio di Mauna Kea   |
| 571072 | 2007 BZ94                | 27 dicembre 2006  | Mount Lemmon Survey         |
| 571073 | 2007 BX96                | 21 febbraio 2007  | Mount Lemmon Survey         |
| 571074 | 2007 BP99                | 7 aprile 2008     | Spacewatch                  |
| 571075 | 2007 BC100               | 21 dicembre 2006  | L. H. Wasserman             |
| 571076 | 2007 BD104               | 27 gennaio 2007   | Mount Lemmon Survey         |
| 571077 | 2007 BF104               | 29 settembre 2010 | Mount Lemmon Survey         |
| 571078 | 2007 BP104               | 27 gennaio 2007   | Mount Lemmon Survey         |
| 571079 | 2007 BV104               | 24 gennaio 2007   | Mount Lemmon Survey         |
| 571080 | 2007 BA105               | 17 gennaio 2007   | Spacewatch                  |
| 571081 | 2007 BK105               | 17 gennaio 2011   | Mount Lemmon Survey         |
| 571082 | 2007 BN105               | 27 aprile 2008    | Spacewatch                  |
| 571083 | 2007 BO105               | 9 gennaio 2007    | Spacewatch                  |
| 571084 | 2007 BP105               | 17 gennaio 2007   | Spacewatch                  |
| 571085 | 2007 BH106               | 17 gennaio 2007   | NEAT                        |
| 571086 | 2007 BP106               | 27 gennaio 2007   | Spacewatch                  |
| 571087 | 2007 BQ107               | 4 dicembre 2012   | Mount Lemmon Survey         |
| 571088 | 2007 BT108               | 27 gennaio 2007   | Spacewatch                  |
| 571089 | 2007 BL109               | 17 gennaio 2007   | Spacewatch                  |
| 571090 | 2007 BM109               | 12 gennaio 2018   | Pan-STARRS                  |
| 571091 | 2007 BN109               | 25 settembre 2016 | Pan-STARRS                  |
| 571092 | 2007 BT109               | 19 gennaio 2013   | Spacewatch                  |
| 571093 | 2007 BJ110               | 11 agosto 2015    | Pan-STARRS                  |
| 571094 | 2007 BW110               | 5 aprile 2014     | Pan-STARRS                  |
| 571095 | 2007 BV112               | 12 agosto 2015    | Pan-STARRS                  |
| 571096 | 2007 BF114               | 26 gennaio 2007   | Spacewatch                  |
| 571097 | 2007 BG115               | 17 gennaio 2007   | Spacewatch                  |
| 571098 | 2007 BZ115               | 27 gennaio 2007   | Mount Lemmon Survey         |
| 571099 | 2007 BD116               | 24 gennaio 2007   | CSS                         |
| 571100 | 2007 BT116               | 27 gennaio 2007   | Spacewatch                  |

## 571101–571200
| Nome   | Designazione provvisoria | Data di scoperta  | Scopritore                |
| ------ | ------------------------ | ----------------- | ------------------------- |
| 571101 | 2007 BX116               | 28 gennaio 2007   | Mount Lemmon Survey       |
| 571102 | 2007 CG10                | 6 febbraio 2007   | Mount Lemmon Survey       |
| 571103 | 2007 CE14                | 7 febbraio 2007   | Spacewatch                |
| 571104 | 2007 CU14                | 7 febbraio 2007   | Mount Lemmon Survey       |
| 571105 | 2007 CV15                | 6 febbraio 2003   | Spacewatch                |
| 571106 | 2007 CY16                | 8 febbraio 2007   | Spacewatch                |
| 571107 | 2007 CD17                | 8 febbraio 2007   | Spacewatch                |
| 571108 | 2007 CH17                | 8 febbraio 2007   | Mount Lemmon Survey       |
| 571109 | 2007 CF18                | 8 febbraio 2007   | Mount Lemmon Survey       |
| 571110 | 2007 CY26                | 9 febbraio 2007   | P. Kocher                 |
| 571111 | 2007 CA33                | 27 gennaio 2007   | Spacewatch                |
| 571112 | 2007 CL40                | 20 dicembre 2006  | CSS                       |
| 571113 | 2007 CP42                | 7 febbraio 2007   | Mount Lemmon Survey       |
| 571114 | 2007 CE43                | 9 febbraio 2007   | Mount Lemmon Survey       |
| 571115 | 2007 CH46                | 10 febbraio 2007  | NEAT                      |
| 571116 | 2007 CE49                | 10 febbraio 2007  | Mount Lemmon Survey       |
| 571117 | 2007 CH61                | 13 dicembre 2006  | Osservatorio di Mauna Kea |
| 571118 | 2007 CZ67                | 14 febbraio 2007  | Osservatorio di Mauna Kea |
| 571119 | 2007 CK69                | 14 febbraio 2007  | Osservatorio di Mauna Kea |
| 571120 | 2007 CO69                | 27 gennaio 2007   | Spacewatch                |
| 571121 | 2007 CK73                | 10 marzo 2007     | Mount Lemmon Survey       |
| 571122 | 2007 CX78                | 10 febbraio 2007  | Mount Lemmon Survey       |
| 571123 | 2007 CQ80                | 10 febbraio 2007  | Mount Lemmon Survey       |
| 571124 | 2007 CR80                | 10 febbraio 2007  | Mount Lemmon Survey       |
| 571125 | 2007 CV80                | 13 febbraio 2007  | Mount Lemmon Survey       |
| 571126 | 2007 CE81                | 10 marzo 2008     | Mount Lemmon Survey       |
| 571127 | 2007 CJ81                | 9 febbraio 2007   | CSS                       |
| 571128 | 2007 CQ83                | 10 febbraio 2007  | Mount Lemmon Survey       |
| 571129 | 2007 CO84                | 17 marzo 2002     | Spacewatch                |
| 571130 | 2007 CP84                | 6 febbraio 2007   | Mount Lemmon Survey       |
| 571131 | 2007 CV84                | 10 febbraio 2007  | Mount Lemmon Survey       |
| 571132 | 2007 DN18                | 17 febbraio 2007  | Spacewatch                |
| 571133 | 2007 DU19                | 17 febbraio 2007  | Spacewatch                |
| 571134 | 2007 DA20                | 17 febbraio 2007  | Spacewatch                |
| 571135 | 2007 DC22                | 17 febbraio 2007  | Spacewatch                |
| 571136 | 2007 DW22                | 17 febbraio 2007  | Spacewatch                |
| 571137 | 2007 DN24                | 17 febbraio 2007  | Spacewatch                |
| 571138 | 2007 DQ32                | 17 febbraio 2007  | Spacewatch                |
| 571139 | 2007 DY41                | 10 settembre 2004 | Spacewatch                |
| 571140 | 2007 DJ48                | 27 gennaio 2007   | Mount Lemmon Survey       |
| 571141 | 2007 DW48                | 21 febbraio 2007  | Mount Lemmon Survey       |
| 571142 | 2007 DL59                | 28 gennaio 2007   | Mount Lemmon Survey       |
| 571143 | 2007 DT62                | 21 febbraio 2007  | Spacewatch                |
| 571144 | 2007 DG66                | 10 gennaio 2003   | Spacewatch                |
| 571145 | 2007 DB70                | 21 febbraio 2007  | Spacewatch                |
| 571146 | 2007 DY70                | 25 settembre 1998 | SDSS Collaboration        |
| 571147 | 2007 DC74                | 21 febbraio 2007  | Spacewatch                |
| 571148 | 2007 DX80                | 23 febbraio 2007  | Mount Lemmon Survey       |
| 571149 | 2007 DM81                | 23 febbraio 2007  | Mount Lemmon Survey       |
| 571150 | 2007 DF83                | 25 febbraio 2007  | Mount Lemmon Survey       |
| 571151 | 2007 DB84                | 1 ottobre 2005    | Spacewatch                |
| 571152 | 2007 DZ90                | 23 gennaio 2007   | W. Bickel                 |
| 571153 | 2007 DA92                | 23 febbraio 2007  | Mount Lemmon Survey       |
| 571154 | 2007 DY95                | 18 settembre 2001 | Spacewatch                |
| 571155 | 2007 DD97                | 23 febbraio 2007  | Mount Lemmon Survey       |
| 571156 | 2007 DX102               | 17 febbraio 2007  | Spacewatch                |
| 571157 | 2007 DJ116               | 16 febbraio 2007  | CSS                       |
| 571158 | 2007 DO116               | 16 febbraio 2007  | CSS                       |
| 571159 | 2007 DX118               | 23 settembre 2005 | Spacewatch                |
| 571160 | 2007 DD120               | 25 febbraio 2007  | Mount Lemmon Survey       |
| 571161 | 2007 DS120               | 25 febbraio 2007  | Mount Lemmon Survey       |
| 571162 | 2007 DL121               | 28 gennaio 2011   | Mount Lemmon Survey       |
| 571163 | 2007 DV121               | 25 febbraio 2007  | Spacewatch                |
| 571164 | 2007 DT122               | 29 marzo 2008     | Spacewatch                |
| 571165 | 2007 DW122               | 22 febbraio 2007  | Mount Lemmon Survey       |
| 571166 | 2007 DY122               | 9 febbraio 2007   | Spacewatch                |
| 571167 | 2007 DR123               | 19 novembre 2009  | Mount Lemmon Survey       |
| 571168 | 2007 DL124               | 29 dicembre 2011  | Mount Lemmon Survey       |
| 571169 | 2007 DD125               | 17 febbraio 2007  | Spacewatch                |
| 571170 | 2007 DP125               | 19 settembre 1998 | SDSS Collaboration        |
| 571171 | 2007 DT125               | 20 marzo 2017     | Pan-STARRS                |
| 571172 | 2007 DX125               | 14 febbraio 2013  | Pan-STARRS                |
| 571173 | 2007 DF126               | 22 ottobre 2012   | Pan-STARRS                |
| 571174 | 2007 DM126               | 21 febbraio 2007  | Mount Lemmon Survey       |
| 571175 | 2007 DU127               | 25 febbraio 2007  | Mount Lemmon Survey       |
| 571176 | 2007 DW127               | 16 febbraio 2007  | Mount Lemmon Survey       |
| 571177 | 2007 DF128               | 21 febbraio 2007  | Spacewatch                |
| 571178 | 2007 DO129               | 23 febbraio 2007  | Mount Lemmon Survey       |
| 571179 | 2007 EU2                 | 21 aprile 2002    | NEAT                      |
| 571180 | 2007 EJ3                 | 5 aprile 2003     | Spacewatch                |
| 571181 | 2007 EO3                 | 29 settembre 2005 | CSS                       |
| 571182 | 2007 EX3                 | 31 agosto 2005    | Spacewatch                |
| 571183 | 2007 EJ15                | 9 marzo 2007      | Mount Lemmon Survey       |
| 571184 | 2007 EY17                | 27 aprile 2003    | SDSS Collaboration        |
| 571185 | 2007 EE19                | 21 febbraio 2007  | Mount Lemmon Survey       |
| 571186 | 2007 EM23                | 10 marzo 2007     | Mount Lemmon Survey       |
| 571187 | 2007 EX23                | 10 marzo 2007     | Mount Lemmon Survey       |
| 571188 | 2007 EF27                | 12 marzo 2007     | W. Ries                   |
| 571189 | 2007 EG29                | 9 marzo 2007      | Spacewatch                |
| 571190 | 2007 EJ29                | 9 marzo 2007      | Spacewatch                |
| 571191 | 2007 ES33                | 10 marzo 2007     | Mount Lemmon Survey       |
| 571192 | 2007 ED42                | 13 agosto 2004    | Cerro Tololo Obs.         |
| 571193 | 2007 EQ44                | 7 febbraio 2007   | Mount Lemmon Survey       |
| 571194 | 2007 EC50                | 23 febbraio 2007  | Mount Lemmon Survey       |
| 571195 | 2007 EW60                | 10 marzo 2007     | Spacewatch                |
| 571196 | 2007 EU63                | 25 febbraio 2007  | Spacewatch                |
| 571197 | 2007 ED65                | 10 marzo 2007     | Spacewatch                |
| 571198 | 2007 EN65                | 10 marzo 2007     | Spacewatch                |
| 571199 | 2007 EX71                | 10 marzo 2007     | Mount Lemmon Survey       |
| 571200 | 2007 EY72                | 27 febbraio 2007  | Spacewatch                |

## 571201–571300
| Nome   | Designazione provvisoria | Data di scoperta  | Scopritore          |
| ------ | ------------------------ | ----------------- | ------------------- |
| 571201 | 2007 EQ74                | 10 marzo 2007     | Spacewatch          |
| 571202 | 2007 ER77                | 10 marzo 2007     | Mount Lemmon Survey |
| 571203 | 2007 EQ83                | 12 marzo 2007     | Spacewatch          |
| 571204 | 2007 ER83                | 12 marzo 2007     | Spacewatch          |
| 571205 | 2007 EO84                | 12 marzo 2007     | Mount Lemmon Survey |
| 571206 | 2007 EF85                | 12 marzo 2007     | Spacewatch          |
| 571207 | 2007 EM87                | 13 marzo 2007     | Spacewatch          |
| 571208 | 2007 ER93                | 14 agosto 2004    | Cerro Tololo Obs.   |
| 571209 | 2007 EV93                | 10 marzo 2007     | Mount Lemmon Survey |
| 571210 | 2007 EA98                | 23 febbraio 2007  | Mount Lemmon Survey |
| 571211 | 2007 EM104               | 11 marzo 2007     | Mount Lemmon Survey |
| 571212 | 2007 EZ110               | 11 marzo 2007     | Spacewatch          |
| 571213 | 2007 EA116               | 13 marzo 2007     | Mount Lemmon Survey |
| 571214 | 2007 EY121               | 14 marzo 2007     | Mount Lemmon Survey |
| 571215 | 2007 EF122               | 24 settembre 2005 | Spacewatch          |
| 571216 | 2007 EW123               | 14 marzo 2007     | Mount Lemmon Survey |
| 571217 | 2007 EN125               | 14 marzo 2007     | Mount Lemmon Survey |
| 571218 | 2007 EC129               | 9 marzo 2007      | Mount Lemmon Survey |
| 571219 | 2007 EM134               | 10 marzo 2007     | Spacewatch          |
| 571220 | 2007 ER137               | 11 marzo 2007     | Mount Lemmon Survey |
| 571221 | 2007 EC138               | 28 gennaio 2007   | Mount Lemmon Survey |
| 571222 | 2007 EQ138               | 9 febbraio 2007   | Spacewatch          |
| 571223 | 2007 EN144               | 12 marzo 2007     | Mount Lemmon Survey |
| 571224 | 2007 EX153               | 12 marzo 2007     | Spacewatch          |
| 571225 | 2007 ES157               | 13 marzo 2007     | Mount Lemmon Survey |
| 571226 | 2007 EJ163               | 15 marzo 2007     | Spacewatch          |
| 571227 | 2007 EW165               | 16 marzo 2007     | CSS                 |
| 571228 | 2007 EV167               | 30 gennaio 2006   | Spacewatch          |
| 571229 | 2007 EU168               | 13 marzo 2007     | Spacewatch          |
| 571230 | 2007 EH172               | 14 settembre 2005 | Spacewatch          |
| 571231 | 2007 EO172               | 14 marzo 2007     | Spacewatch          |
| 571232 | 2007 EN173               | 10 marzo 2007     | Spacewatch          |
| 571233 | 2007 ET176               | 14 marzo 2007     | Spacewatch          |
| 571234 | 2007 EF178               | 15 settembre 1998 | Spacewatch          |
| 571235 | 2007 EL179               | 14 marzo 2007     | Spacewatch          |
| 571236 | 2007 EZ183               | 23 febbraio 2007  | Spacewatch          |
| 571237 | 2007 EC186               | 15 marzo 2007     | Mount Lemmon Survey |
| 571238 | 2007 ED187               | 15 marzo 2007     | Mount Lemmon Survey |
| 571239 | 2007 EQ191               | 10 ottobre 2004   | Spacewatch          |
| 571240 | 2007 EQ202               | 9 marzo 2007      | Spacewatch          |
| 571241 | 2007 EQ204               | 11 marzo 2007     | Spacewatch          |
| 571242 | 2007 EG207               | 14 marzo 2007     | Spacewatch          |
| 571243 | 2007 EK216               | 7 gennaio 2000    | Spacewatch          |
| 571244 | 2007 EW217               | 14 marzo 2007     | Mount Lemmon Survey |
| 571245 | 2007 EE226               | 11 marzo 2007     | Mount Lemmon Survey |
| 571246 | 2007 ES226               | 9 marzo 2007      | Mount Lemmon Survey |
| 571247 | 2007 EX226               | 18 ottobre 1995   | Spacewatch          |
| 571248 | 2007 EJ227               | 15 marzo 2007     | Mount Lemmon Survey |
| 571249 | 2007 EP227               | 13 marzo 2007     | Spacewatch          |
| 571250 | 2007 EL228               | 15 marzo 2007     | Mount Lemmon Survey |
| 571251 | 2007 ER228               | 18 agosto 2009    | Spacewatch          |
| 571252 | 2007 EX228               | 25 agosto 2014    | Pan-STARRS          |
| 571253 | 2007 EK229               | 2 settembre 2013  | Mount Lemmon Survey |
| 571254 | 2007 EQ229               | 11 settembre 2010 | Mount Lemmon Survey |
| 571255 | 2007 ER229               | 14 marzo 2007     | Spacewatch          |
| 571256 | 2007 EQ230               | 16 marzo 2016     | Pan-STARRS          |
| 571257 | 2007 EB231               | 23 ottobre 2012   | Spacewatch          |
| 571258 | 2007 EE231               | 17 ottobre 2010   | Mount Lemmon Survey |
| 571259 | 2007 EJ231               | 9 settembre 2013  | Pan-STARRS          |
| 571260 | 2007 EP231               | 8 marzo 2013      | Pan-STARRS          |
| 571261 | 2007 EU231               | 14 marzo 2007     | Mount Lemmon Survey |
| 571262 | 2007 EL232               | 13 gennaio 2011   | Spacewatch          |
| 571263 | 2007 EE233               | 11 marzo 2007     | Mount Lemmon Survey |
| 571264 | 2007 EA236               | 29 maggio 2008    | Mount Lemmon Survey |
| 571265 | 2007 EQ236               | 4 marzo 2016      | Pan-STARRS          |
| 571266 | 2007 EB239               | 14 marzo 2007     | Mount Lemmon Survey |
| 571267 | 2007 ER239               | 14 marzo 2007     | Mount Lemmon Survey |
| 571268 | 2007 EY239               | 9 marzo 2007      | Mount Lemmon Survey |
| 571269 | 2007 EH241               | 13 marzo 2007     | Spacewatch          |
| 571270 | 2007 ER241               | 13 marzo 2007     | Mount Lemmon Survey |
| 571271 | 2007 FZ2                 | 17 marzo 2007     | LONEOS              |
| 571272 | 2007 FZ4                 | 16 marzo 2007     | Spacewatch          |
| 571273 | 2007 FB5                 | 16 marzo 2007     | Spacewatch          |
| 571274 | 2007 FR6                 | 16 marzo 2007     | Mount Lemmon Survey |
| 571275 | 2007 FT6                 | 16 marzo 2007     | Mount Lemmon Survey |
| 571276 | 2007 FJ7                 | 9 marzo 2007      | Spacewatch          |
| 571277 | 2007 FM8                 | 16 marzo 2007     | Spacewatch          |
| 571278 | 2007 FB17                | 20 marzo 2007     | Mount Lemmon Survey |
| 571279 | 2007 FU18                | 11 settembre 2004 | Spacewatch          |
| 571280 | 2007 FU19                | 20 marzo 2007     | Mount Lemmon Survey |
| 571281 | 2007 FL41                | 25 marzo 2007     | Mount Lemmon Survey |
| 571282 | 2007 FT41                | 26 marzo 2007     | Mount Lemmon Survey |
| 571283 | 2007 FU42                | 30 marzo 2007     | SSS                 |
| 571284 | 2007 FJ52                | 26 marzo 2007     | Spacewatch          |
| 571285 | 2007 FK52                | 16 marzo 2007     | Mount Lemmon Survey |
| 571286 | 2007 FU52                | 23 marzo 2007     | SSS                 |
| 571287 | 2007 FP53                | 26 marzo 2007     | Spacewatch          |
| 571288 | 2007 FS53                | 23 settembre 2008 | Spacewatch          |
| 571289 | 2007 FX53                | 18 settembre 2010 | Spacewatch          |
| 571290 | 2007 FA54                | 28 agosto 2015    | Pan-STARRS          |
| 571291 | 2007 FU54                | 16 marzo 2007     | Mount Lemmon Survey |
| 571292 | 2007 FD55                | 12 settembre 2015 | Pan-STARRS          |
| 571293 | 2007 FV55                | 10 aprile 2014    | Pan-STARRS          |
| 571294 | 2007 FF56                | 3 settembre 2008  | Spacewatch          |
| 571295 | 2007 FQ56                | 28 gennaio 2011   | CSS                 |
| 571296 | 2007 FY58                | 16 marzo 2007     | Mount Lemmon Survey |
| 571297 | 2007 FA59                | 3 dicembre 2015   | Mount Lemmon Survey |
| 571298 | 2007 FO59                | 17 marzo 2007     | Spacewatch          |
| 571299 | 2007 FB60                | 16 marzo 2007     | Mount Lemmon Survey |
| 571300 | 2007 FG60                | 25 marzo 2007     | Mount Lemmon Survey |

## 571301–571400
| Nome   | Designazione provvisoria | Data di scoperta  | Scopritore                |
| ------ | ------------------------ | ----------------- | ------------------------- |
| 571301 | 2007 GB6                 | 12 aprile 2007    | W. Ries                   |
| 571302 | 2007 GN7                 | 16 marzo 2007     | Spacewatch                |
| 571303 | 2007 GH9                 | 2 dicembre 2005   | Spacewatch                |
| 571304 | 2007 GX13                | 14 marzo 2007     | Spacewatch                |
| 571305 | 2007 GZ18                | 11 aprile 2007    | Spacewatch                |
| 571306 | 2007 GH26                | 14 aprile 2007    | Mount Lemmon Survey       |
| 571307 | 2007 GT37                | 14 aprile 2007    | Spacewatch                |
| 571308 | 2007 GD39                | 14 aprile 2007    | Spacewatch                |
| 571309 | 2007 GJ60                | 13 ottobre 2004   | Spacewatch                |
| 571310 | 2007 GN62                | 29 gennaio 2003   | Spacewatch                |
| 571311 | 2007 GX63                | 2 ottobre 2000    | Spacewatch                |
| 571312 | 2007 GS75                | 15 aprile 2007    | Spacewatch                |
| 571313 | 2007 GD77                | 12 aprile 2007    | Osservatorio Lulin        |
| 571314 | 2007 GK79                | 29 aprile 2014    | Pan-STARRS                |
| 571315 | 2007 GM79                | 14 settembre 2013 | Pan-STARRS                |
| 571316 | 2007 GO79                | 28 novembre 2011  | Pan-STARRS                |
| 571317 | 2007 GH80                | 14 aprile 2016    | Mount Lemmon Survey       |
| 571318 | 2007 GK80                | 14 novembre 2010  | Mount Lemmon Survey       |
| 571319 | 2007 GB81                | 15 aprile 2007    | Spacewatch                |
| 571320 | 2007 GF81                | 15 aprile 2007    | Spacewatch                |
| 571321 | 2007 HN                  | 31 marzo 2007     | NEAT                      |
| 571322 | 2007 HV8                 | 18 aprile 2007    | Mount Lemmon Survey       |
| 571323 | 2007 HY8                 | 18 aprile 2007    | Spacewatch                |
| 571324 | 2007 HR9                 | 18 aprile 2007    | Mount Lemmon Survey       |
| 571325 | 2007 HK12                | 26 marzo 2007     | Spacewatch                |
| 571326 | 2007 HZ13                | 11 marzo 2007     | Mount Lemmon Survey       |
| 571327 | 2007 HS14                | 20 marzo 2007     | Spacewatch                |
| 571328 | 2007 HH36                | 19 aprile 2007    | Spacewatch                |
| 571329 | 2007 HL36                | 19 aprile 2007    | Spacewatch                |
| 571330 | 2007 HH37                | 14 marzo 2007     | Mount Lemmon Survey       |
| 571331 | 2007 HB41                | 31 marzo 2007     | NEAT                      |
| 571332 | 2007 HQ43                | 15 marzo 2007     | Mount Lemmon Survey       |
| 571333 | 2007 HQ44                | 18 aprile 2007    | Mount Lemmon Survey       |
| 571334 | 2007 HG54                | 1 maggio 2003     | Spacewatch                |
| 571335 | 2007 HH54                | 22 aprile 2007    | Spacewatch                |
| 571336 | 2007 HX56                | 22 aprile 2007    | Spacewatch                |
| 571337 | 2007 HC59                | 26 marzo 2007     | Mount Lemmon Survey       |
| 571338 | 2007 HA63                | 22 aprile 2007    | Mount Lemmon Survey       |
| 571339 | 2007 HQ73                | 11 aprile 2007    | Mount Lemmon Survey       |
| 571340 | 2007 HR77                | 14 marzo 2007     | Mount Lemmon Survey       |
| 571341 | 2007 HJ78                | 23 aprile 2007    | Mount Lemmon Survey       |
| 571342 | 2007 HC81                | 9 ottobre 2004    | Spacewatch                |
| 571343 | 2007 HJ83                | 23 aprile 2007    | Spacewatch                |
| 571344 | 2007 HR84                | 22 aprile 2007    | Spacewatch                |
| 571345 | 2007 HH86                | 14 marzo 2007     | Mount Lemmon Survey       |
| 571346 | 2007 HN88                | 12 marzo 2007     | CSS                       |
| 571347 | 2007 HX90                | 16 aprile 2007    | Mount Lemmon Survey       |
| 571348 | 2007 HD91                | 13 marzo 2007     | Mount Lemmon Survey       |
| 571349 | 2007 HQ92                | 21 aprile 2007    | L. H. Wasserman           |
| 571350 | 2007 HS99                | 22 aprile 2007    | Mount Lemmon Survey       |
| 571351 | 2007 HT100               | 25 aprile 2007    | Spacewatch                |
| 571352 | 2007 HV100               | 22 aprile 2007    | Spacewatch                |
| 571353 | 2007 HY101               | 24 aprile 2007    | Spacewatch                |
| 571354 | 2007 HC102               | 18 settembre 2010 | Mount Lemmon Survey       |
| 571355 | 2007 HT102               | 2 novembre 2013   | Mount Lemmon Survey       |
| 571356 | 2007 HW102               | 18 aprile 2007    | Spacewatch                |
| 571357 | 2007 HU104               | 16 novembre 2009  | Spacewatch                |
| 571358 | 2007 HN111               | 20 aprile 2007    | Mount Lemmon Survey       |
| 571359 | 2007 HO111               | 22 aprile 2007    | Spacewatch                |
| 571360 | 2007 HD112               | 18 aprile 2007    | Spacewatch                |
| 571361 | 2007 HD113               | 22 aprile 2007    | Mount Lemmon Survey       |
| 571362 | 2007 JS10                | 7 maggio 2007     | Spacewatch                |
| 571363 | 2007 JC20                | 25 aprile 2007    | Spacewatch                |
| 571364 | 2007 JL20                | 11 aprile 2007    | Mount Lemmon Survey       |
| 571365 | 2007 JF27                | 9 maggio 2007     | Spacewatch                |
| 571366 | 2007 JE31                | 24 aprile 2007    | Spacewatch                |
| 571367 | 2007 JO31                | 12 maggio 2007    | Mount Lemmon Survey       |
| 571368 | 2007 JC32                | 13 marzo 2007     | Mount Lemmon Survey       |
| 571369 | 2007 JD37                | 10 maggio 2007    | Spacewatch                |
| 571370 | 2007 JX37                | 18 aprile 2007    | Mount Lemmon Survey       |
| 571371 | 2007 JJ38                | 7 gennaio 2006    | Mount Lemmon Survey       |
| 571372 | 2007 JM41                | 28 aprile 2007    | Spacewatch                |
| 571373 | 2007 JW42                | 14 maggio 2007    | SSS                       |
| 571374 | 2007 JX46                | 10 maggio 2007    | Mount Lemmon Survey       |
| 571375 | 2007 JH47                | 7 settembre 2008  | Mount Lemmon Survey       |
| 571376 | 2007 JK47                | 2 marzo 2011      | Spacewatch                |
| 571377 | 2007 JB48                | 4 marzo 2016      | Pan-STARRS                |
| 571378 | 2007 JP48                | 26 febbraio 2011  | CSS                       |
| 571379 | 2007 JE49                | 8 settembre 2011  | Spacewatch                |
| 571380 | 2007 JP49                | 6 settembre 2013  | Mount Lemmon Survey       |
| 571381 | 2007 JB51                | 23 gennaio 2015   | Pan-STARRS                |
| 571382 | 2007 JP51                | 12 maggio 2007    | Spacewatch                |
| 571383 | 2007 KY                  | 16 maggio 2007    | Mount Lemmon Survey       |
| 571384 | 2007 KC1                 | 16 maggio 2007    | Mount Lemmon Survey       |
| 571385 | 2007 KC2                 | 18 maggio 2007    | Mount Lemmon Survey       |
| 571386 | 2007 KZ2                 | 24 dicembre 2005  | Spacewatch                |
| 571387 | 2007 KA6                 | 11 maggio 2007    | Mount Lemmon Survey       |
| 571388 | 2007 KE10                | 26 maggio 2007    | Mount Lemmon Survey       |
| 571389 | 2007 KP10                | 4 settembre 2008  | Spacewatch                |
| 571390 | 2007 KV11                | 25 maggio 2007    | Mount Lemmon Survey       |
| 571391 | 2007 KW11                | 16 maggio 2007    | Spacewatch                |
| 571392 | 2007 LQ3                 | 8 giugno 2007     | Spacewatch                |
| 571393 | 2007 LD7                 | 8 giugno 2007     | Spacewatch                |
| 571394 | 2007 LL10                | 12 maggio 2007    | Mount Lemmon Survey       |
| 571395 | 2007 LU12                | 12 maggio 2007    | Mount Lemmon Survey       |
| 571396 | 2007 LM20                | 10 giugno 2007    | Spacewatch                |
| 571397 | 2007 LZ22                | 13 giugno 2007    | Spacewatch                |
| 571398 | 2007 LP30                | 11 giugno 2007    | Osservatorio di Mauna Kea |
| 571399 | 2007 LA31                | 28 settembre 2003 | Spacewatch                |
| 571400 | 2007 LJ34                | 8 giugno 2007     | Spacewatch                |

## 571401–571500
| Nome   | Designazione provvisoria | Data di scoperta  | Scopritore               |
| ------ | ------------------------ | ----------------- | ------------------------ |
| 571401 | 2007 LR34                | 9 giugno 2007     | Spacewatch               |
| 571402 | 2007 LX38                | 13 marzo 2010     | Mount Lemmon Survey      |
| 571403 | 2007 LR39                | 27 febbraio 2015  | Mount Lemmon Survey      |
| 571404 | 2007 MG2                 | 9 maggio 2007     | Spacewatch               |
| 571405 | 2007 MP4                 | 9 giugno 2007     | Spacewatch               |
| 571406 | 2007 MR12                | 21 giugno 2007    | Mount Lemmon Survey      |
| 571407 | 2007 MA13                | 21 giugno 2007    | Mount Lemmon Survey      |
| 571408 | 2007 MY13                | 20 giugno 2007    | Spacewatch               |
| 571409 | 2007 MA18                | 21 giugno 2007    | Mount Lemmon Survey      |
| 571410 | 2007 MR18                | 18 settembre 2003 | Spacewatch               |
| 571411 | 2007 MR22                | 22 giugno 2007    | Spacewatch               |
| 571412 | 2007 MU27                | 18 gennaio 2015   | Pan-STARRS               |
| 571413 | 2007 MX27                | 26 ottobre 2011   | Pan-STARRS               |
| 571414 | 2007 MB28                | 16 giugno 2007    | Spacewatch               |
| 571415 | 2007 MF29                | 17 gennaio 2015   | Pan-STARRS               |
| 571416 | 2007 MH29                | 5 febbraio 2016   | Pan-STARRS               |
| 571417 | 2007 MK29                | 27 settembre 2016 | Pan-STARRS               |
| 571418 | 2007 MM29                | 7 gennaio 2017    | Mount Lemmon Survey      |
| 571419 | 2007 NP7                 | 11 febbraio 2014  | Mount Lemmon Survey      |
| 571420 | 2007 OS11                | 29 ottobre 2008   | Spacewatch               |
| 571421 | 2007 OY11                | 4 luglio 2017     | Pan-STARRS               |
| 571422 | 2007 PQ3                 | 7 agosto 2007     | SSS                      |
| 571423 | 2007 PH5                 | 14 giugno 2007    | Spacewatch               |
| 571424 | 2007 PH11                | 12 agosto 2007    | R. Ferrando, M. Ferrando |
| 571425 | 2007 PD31                | 7 luglio 2007     | Osservatorio Lulin       |
| 571426 | 2007 PA51                | 16 marzo 2005     | Mount Lemmon Survey      |
| 571427 | 2007 PW51                | 10 agosto 2007    | Spacewatch               |
| 571428 | 2007 PL52                | 24 giugno 2011    | Mount Lemmon Survey      |
| 571429 | 2007 PW52                | 10 agosto 2007    | Spacewatch               |
| 571430 | 2007 QV1                 | 20 agosto 2007    | S. Okumura, T. Sakamoto  |
| 571431 | 2007 QG2                 | 20 agosto 2007    | R. Ferrando, M. Ferrando |
| 571432 | 2007 QY18                | 16 ottobre 2012   | Mount Lemmon Survey      |
| 571433 | 2007 QC19                | 24 agosto 2007    | Spacewatch               |
| 571434 | 2007 QL19                | 18 agosto 2007    | LONEOS                   |
| 571435 | 2007 RB4                 | 3 settembre 2007  | CSS                      |
| 571436 | 2007 RO4                 | 9 febbraio 2005   | Mount Lemmon Survey      |
| 571437 | 2007 RT5                 | 5 settembre 2007  | C. Rinner, F. Kugel      |
| 571438 | 2007 RG14                | 9 settembre 2007  | R. Apitzsch              |
| 571439 | 2007 RZ16                | 24 febbraio 2006  | CSS                      |
| 571440 | 2007 RB30                | 9 agosto 2007     | Spacewatch               |
| 571441 | 2007 RC32                | 5 settembre 2007  | CSS                      |
| 571442 | 2007 RP52                | 9 settembre 2007  | Spacewatch               |
| 571443 | 2007 RZ52                | 9 settembre 2007  | Spacewatch               |
| 571444 | 2007 RR63                | 10 settembre 2007 | Mount Lemmon Survey      |
| 571445 | 2007 RJ67                | 10 settembre 2007 | Mount Lemmon Survey      |
| 571446 | 2007 RO75                | 10 settembre 2007 | Mount Lemmon Survey      |
| 571447 | 2007 RN77                | 10 agosto 2007    | Spacewatch               |
| 571448 | 2007 RJ81                | 10 settembre 2007 | Mount Lemmon Survey      |
| 571449 | 2007 RX84                | 10 settembre 2007 | Mount Lemmon Survey      |
| 571450 | 2007 RN86                | 10 settembre 2007 | Mount Lemmon Survey      |
| 571451 | 2007 RM89                | 10 settembre 2007 | Mount Lemmon Survey      |
| 571452 | 2007 RS92                | 10 settembre 2007 | Mount Lemmon Survey      |
| 571453 | 2007 RC95                | 10 settembre 2007 | Spacewatch               |
| 571454 | 2007 RK96                | 10 settembre 2007 | Spacewatch               |
| 571455 | 2007 RX101               | 3 settembre 2007  | CSS                      |
| 571456 | 2007 RC115               | 11 settembre 2007 | Spacewatch               |
| 571457 | 2007 RK119               | 11 settembre 2007 | PMO NEO                  |
| 571458 | 2007 RB122               | 21 novembre 2003  | Spacewatch               |
| 571459 | 2007 RC125               | 5 maggio 2006     | Spacewatch               |
| 571460 | 2007 RJ125               | 12 settembre 2007 | Spacewatch               |
| 571461 | 2007 RK151               | 10 settembre 2007 | Spacewatch               |
| 571462 | 2007 RV151               | 10 settembre 2007 | Spacewatch               |
| 571463 | 2007 RA156               | 21 maggio 2006    | Spacewatch               |
| 571464 | 2007 RU156               | 21 agosto 2007    | LONEOS                   |
| 571465 | 2007 RL157               | 11 settembre 2007 | Mount Lemmon Survey      |
| 571466 | 2007 RJ176               | 8 settembre 1996  | Spacewatch               |
| 571467 | 2007 RW178               | 10 settembre 2007 | Spacewatch               |
| 571468 | 2007 RY185               | 13 settembre 2007 | Mount Lemmon Survey      |
| 571469 | 2007 RA186               | 13 settembre 2007 | Mount Lemmon Survey      |
| 571470 | 2007 RR187               | 13 settembre 2007 | Mount Lemmon Survey      |
| 571471 | 2007 RB188               | 27 febbraio 2015  | Pan-STARRS               |
| 571472 | 2007 RP188               | 24 agosto 2007    | Spacewatch               |
| 571473 | 2007 RA192               | 11 settembre 2007 | Spacewatch               |
| 571474 | 2007 RV209               | 10 settembre 2007 | Spacewatch               |
| 571475 | 2007 RN211               | 3 novembre 2000   | Spacewatch               |
| 571476 | 2007 RV218               | 22 settembre 2003 | Spacewatch               |
| 571477 | 2007 RC231               | 11 settembre 2007 | Mount Lemmon Survey      |
| 571478 | 2007 RV234               | 12 settembre 2007 | Mount Lemmon Survey      |
| 571479 | 2007 RZ248               | 13 settembre 2007 | Mount Lemmon Survey      |
| 571480 | 2007 RG254               | 14 settembre 2007 | Spacewatch               |
| 571481 | 2007 RA260               | 14 settembre 2007 | Spacewatch               |
| 571482 | 2007 RP261               | 10 settembre 2007 | Spacewatch               |
| 571483 | 2007 RX268               | 15 settembre 2007 | Spacewatch               |
| 571484 | 2007 RE283               | 24 marzo 2006     | Spacewatch               |
| 571485 | 2007 RQ299               | 12 settembre 2007 | Mount Lemmon Survey      |
| 571486 | 2007 RT316               | 9 settembre 2007  | Mount Lemmon Survey      |
| 571487 | 2007 RW323               | 12 settembre 2007 | Mount Lemmon Survey      |
| 571488 | 2007 RX329               | 10 settembre 2007 | Mount Lemmon Survey      |
| 571489 | 2007 RS330               | 12 settembre 2007 | CSS                      |
| 571490 | 2007 RB332               | 13 settembre 2007 | Mount Lemmon Survey      |
| 571491 | 2007 RD332               | 13 settembre 2007 | Mount Lemmon Survey      |
| 571492 | 2007 RZ332               | 11 settembre 2007 | Spacewatch               |
| 571493 | 2007 RB335               | 10 settembre 2007 | Spacewatch               |
| 571494 | 2007 RL335               | 9 settembre 2007  | Mount Lemmon Survey      |
| 571495 | 2007 RN335               | 10 settembre 2007 | Spacewatch               |
| 571496 | 2007 RU335               | 12 settembre 2007 | Mount Lemmon Survey      |
| 571497 | 2007 RV335               | 10 agosto 2007    | Spacewatch               |
| 571498 | 2007 RX335               | 24 settembre 2012 | Mount Lemmon Survey      |
| 571499 | 2007 RJ337               | 10 settembre 2007 | Mount Lemmon Survey      |
| 571500 | 2007 RR337               | 24 agosto 2007    | Spacewatch               |

## 571501–571600
| Nome   | Designazione provvisoria | Data di scoperta  | Scopritore               |
| ------ | ------------------------ | ----------------- | ------------------------ |
| 571501 | 2007 RX337               | 13 settembre 2007 | Mount Lemmon Survey      |
| 571502 | 2007 RY337               | 11 settembre 2007 | Mount Lemmon Survey      |
| 571503 | 2007 RM340               | 14 settembre 2007 | Mount Lemmon Survey      |
| 571504 | 2007 RQ340               | 5 settembre 2007  | CSS                      |
| 571505 | 2007 RU340               | 16 febbraio 2015  | Pan-STARRS               |
| 571506 | 2007 RT341               | 1 luglio 2011     | Spacewatch               |
| 571507 | 2007 RQ342               | 20 ottobre 2011   | Mount Lemmon Survey      |
| 571508 | 2007 RS342               | 13 settembre 2007 | Mount Lemmon Survey      |
| 571509 | 2007 RZ342               | 9 ottobre 2016    | Pan-STARRS               |
| 571510 | 2007 RC344               | 10 settembre 2007 | Mount Lemmon Survey      |
| 571511 | 2007 RC345               | 24 marzo 2015     | Mount Lemmon Survey      |
| 571512 | 2007 RX346               | 15 settembre 2007 | Mount Lemmon Survey      |
| 571513 | 2007 RB347               | 13 settembre 2007 | Spacewatch               |
| 571514 | 2007 RM350               | 2 giugno 2014     | Pan-STARRS               |
| 571515 | 2007 RT350               | 4 settembre 2007  | CSS                      |
| 571516 | 2007 RL352               | 13 settembre 2007 | Mount Lemmon Survey      |
| 571517 | 2007 RP353               | 14 settembre 2007 | Mount Lemmon Survey      |
| 571518 | 2007 RX354               | 14 settembre 2007 | Mount Lemmon Survey      |
| 571519 | 2007 RD355               | 14 settembre 2007 | Mount Lemmon Survey      |
| 571520 | 2007 RH356               | 4 settembre 2007  | Mount Lemmon Survey      |
| 571521 | 2007 RP356               | 12 settembre 2007 | Mount Lemmon Survey      |
| 571522 | 2007 RQ357               | 9 settembre 2007  | Mount Lemmon Survey      |
| 571523 | 2007 RZ357               | 14 settembre 2007 | Mount Lemmon Survey      |
| 571524 | 2007 RE368               | 4 settembre 2007  | Mount Lemmon Survey      |
| 571525 | 2007 SU16                | 18 luglio 2007    | Mount Lemmon Survey      |
| 571526 | 2007 SQ20                | 26 settembre 2007 | Mount Lemmon Survey      |
| 571527 | 2007 SS21                | 12 settembre 2007 | CSS                      |
| 571528 | 2007 SC24                | 25 settembre 2007 | Mount Lemmon Survey      |
| 571529 | 2007 SP26                | 23 settembre 2017 | Pan-STARRS               |
| 571530 | 2007 SX26                | 25 settembre 2007 | Mount Lemmon Survey      |
| 571531 | 2007 SE29                | 19 settembre 2007 | Spacewatch               |
| 571532 | 2007 TC7                 | 7 ottobre 2007    | F. Kugel                 |
| 571533 | 2007 TH7                 | 7 ottobre 2007    | R. Ferrando, M. Ferrando |
| 571534 | 2007 TN8                 | 8 ottobre 2007    | CSS                      |
| 571535 | 2007 TO15                | 2 ottobre 2007    | R. Holmes                |
| 571536 | 2007 TO29                | 4 ottobre 2007    | Spacewatch               |
| 571537 | 2007 TY33                | 6 ottobre 2007    | Spacewatch               |
| 571538 | 2007 TM38                | 10 settembre 2007 | Spacewatch               |
| 571539 | 2007 TS41                | 10 settembre 2007 | Mount Lemmon Survey      |
| 571540 | 2007 TU48                | 4 ottobre 2007    | Spacewatch               |
| 571541 | 2007 TR50                | 4 ottobre 2007    | Spacewatch               |
| 571542 | 2007 TE51                | 4 ottobre 2007    | Spacewatch               |
| 571543 | 2007 TF54                | 15 settembre 2007 | Spacewatch               |
| 571544 | 2007 TL57                | 9 settembre 2007  | Mount Lemmon Survey      |
| 571545 | 2007 TM65                | 7 ottobre 2007    | Mount Lemmon Survey      |
| 571546 | 2007 TP68                | 8 ottobre 2007    | CSS                      |
| 571547 | 2007 TZ80                | 7 ottobre 2007    | Mount Lemmon Survey      |
| 571548 | 2007 TW85                | 27 settembre 2003 | Spacewatch               |
| 571549 | 2007 TY90                | 8 ottobre 2007    | Mount Lemmon Survey      |
| 571550 | 2007 TC94                | 6 ottobre 2000    | LONEOS                   |
| 571551 | 2007 TO100               | 8 ottobre 2007    | Mount Lemmon Survey      |
| 571552 | 2007 TD107               | 11 settembre 2007 | Mount Lemmon Survey      |
| 571553 | 2007 TX116               | 20 settembre 2007 | CSS                      |
| 571554 | 2007 TM123               | 6 ottobre 2007    | Spacewatch               |
| 571555 | 2007 TH155               | 5 luglio 2003     | Spacewatch               |
| 571556 | 2007 TK157               | 11 settembre 2007 | Mount Lemmon Survey      |
| 571557 | 2007 TW169               | 11 ottobre 2007   | Spacewatch               |
| 571558 | 2007 TN171               | 8 ottobre 2007    | S. Matičič               |
| 571559 | 2007 TC173               | 2 maggio 2003     | Spacewatch               |
| 571560 | 2007 TT181               | 8 ottobre 2007    | LONEOS                   |
| 571561 | 2007 TE188               | 15 ottobre 2007   | Osservatorio Lulin       |
| 571562 | 2007 TL190               | 12 settembre 2007 | Mount Lemmon Survey      |
| 571563 | 2007 TX198               | 8 ottobre 2007    | Spacewatch               |
| 571564 | 2007 TA205               | 8 ottobre 2007    | Mount Lemmon Survey      |
| 571565 | 2007 TF206               | 11 ottobre 2007   | Mount Lemmon Survey      |
| 571566 | 2007 TP207               | 10 ottobre 2007   | Mount Lemmon Survey      |
| 571567 | 2007 TG210               | 5 ottobre 2007    | Spacewatch               |
| 571568 | 2007 TV211               | 7 ottobre 2007    | Spacewatch               |
| 571569 | 2007 TW219               | 8 ottobre 2007    | Mount Lemmon Survey      |
| 571570 | 2007 TA220               | 8 ottobre 2007    | Mount Lemmon Survey      |
| 571571 | 2007 TR225               | 12 settembre 2007 | Mount Lemmon Survey      |
| 571572 | 2007 TL229               | 8 ottobre 2007    | Spacewatch               |
| 571573 | 2007 TB232               | 10 settembre 2007 | Mount Lemmon Survey      |
| 571574 | 2007 TH236               | 9 ottobre 2007    | Mount Lemmon Survey      |
| 571575 | 2007 TX238               | 10 ottobre 2007   | Mount Lemmon Survey      |
| 571576 | 2007 TD242               | 13 settembre 2007 | CSS                      |
| 571577 | 2007 TA251               | 12 marzo 2005     | Spacewatch               |
| 571578 | 2007 TB257               | 10 ottobre 2007   | Spacewatch               |
| 571579 | 2007 TE259               | 10 ottobre 2007   | Mount Lemmon Survey      |
| 571580 | 2007 TL263               | 10 ottobre 2007   | Spacewatch               |
| 571581 | 2007 TY270               | 9 ottobre 2007    | Spacewatch               |
| 571582 | 2007 TV274               | 11 ottobre 2007   | Spacewatch               |
| 571583 | 2007 TG285               | 21 aprile 2006    | Spacewatch               |
| 571584 | 2007 TA292               | 13 ottobre 2007   | CSS                      |
| 571585 | 2007 TR294               | 10 ottobre 2007   | Mount Lemmon Survey      |
| 571586 | 2007 TB296               | 14 settembre 2007 | Mount Lemmon Survey      |
| 571587 | 2007 TN298               | 8 marzo 2005      | Mount Lemmon Survey      |
| 571588 | 2007 TM299               | 12 ottobre 2007   | Spacewatch               |
| 571589 | 2007 TH301               | 12 ottobre 2007   | Spacewatch               |
| 571590 | 2007 TF308               | 9 ottobre 2007    | Mount Lemmon Survey      |
| 571591 | 2007 TN310               | 26 ottobre 1995   | Spacewatch               |
| 571592 | 2007 TU310               | 14 settembre 2007 | Mount Lemmon Survey      |
| 571593 | 2007 TZ310               | 11 ottobre 2007   | Spacewatch               |
| 571594 | 2007 TE316               | 12 ottobre 2007   | Spacewatch               |
| 571595 | 2007 TL316               | 15 settembre 2007 | Mount Lemmon Survey      |
| 571596 | 2007 TC319               | 12 ottobre 2007   | Spacewatch               |
| 571597 | 2007 TL322               | 11 ottobre 2007   | Spacewatch               |
| 571598 | 2007 TG327               | 11 ottobre 2007   | Spacewatch               |
| 571599 | 2007 TV328               | 11 ottobre 2007   | Spacewatch               |
| 571600 | 2007 TO329               | 22 agosto 2001    | Spacewatch               |

## 571601–571700
| Nome   | Designazione provvisoria | Data di scoperta  | Scopritore                |
| ------ | ------------------------ | ----------------- | ------------------------- |
| 571601 | 2007 TV331               | 26 settembre 2007 | Mount Lemmon Survey       |
| 571602 | 2007 TO342               | 10 ottobre 2007   | Mount Lemmon Survey       |
| 571603 | 2007 TZ344               | 11 ottobre 2007   | Mount Lemmon Survey       |
| 571604 | 2007 TT346               | 13 ottobre 2007   | Mount Lemmon Survey       |
| 571605 | 2007 TK366               | 23 agosto 2003    | NEAT                      |
| 571606 | 2007 TA370               | 11 ottobre 2007   | Mount Lemmon Survey       |
| 571607 | 2007 TZ374               | 15 ottobre 2007   | Mount Lemmon Survey       |
| 571608 | 2007 TK375               | 13 settembre 2007 | Mount Lemmon Survey       |
| 571609 | 2007 TR384               | 14 ottobre 2007   | Mount Lemmon Survey       |
| 571610 | 2007 TD389               | 14 novembre 2002  | NEAT                      |
| 571611 | 2007 TG394               | 15 ottobre 2007   | Spacewatch                |
| 571612 | 2007 TB396               | 19 gennaio 2005   | Spacewatch                |
| 571613 | 2007 TU399               | 24 luglio 2003    | NEAT                      |
| 571614 | 2007 TO426               | 9 ottobre 2007    | Spacewatch                |
| 571615 | 2007 TZ429               | 8 ottobre 2007    | Spacewatch                |
| 571616 | 2007 TU436               | 25 ottobre 2016   | Pan-STARRS                |
| 571617 | 2007 TR439               | 8 ottobre 2007    | Mount Lemmon Survey       |
| 571618 | 2007 TF447               | 11 ottobre 2007   | Spacewatch                |
| 571619 | 2007 TU456               | 7 ottobre 2007    | Mount Lemmon Survey       |
| 571620 | 2007 TA458               | 8 febbraio 2005   | Osservatorio di Mauna Kea |
| 571621 | 2007 TZ460               | 23 gennaio 2015   | Pan-STARRS                |
| 571622 | 2007 TB461               | 28 settembre 1997 | Spacewatch                |
| 571623 | 2007 TD461               | 27 gennaio 2015   | Pan-STARRS                |
| 571624 | 2007 TZ461               | 24 settembre 2012 | Spacewatch                |
| 571625 | 2007 TE462               | 7 ottobre 2007    | Mount Lemmon Survey       |
| 571626 | 2007 TT463               | 12 ottobre 2007   | Spacewatch                |
| 571627 | 2007 TZ463               | 21 marzo 2015     | Pan-STARRS                |
| 571628 | 2007 TJ466               | 22 ottobre 2017   | Mount Lemmon Survey       |
| 571629 | 2007 TU466               | 11 ottobre 2007   | Mount Lemmon Survey       |
| 571630 | 2007 TG467               | 28 novembre 2011  | Mount Lemmon Survey       |
| 571631 | 2007 TW469               | 11 ottobre 2007   | Spacewatch                |
| 571632 | 2007 TC470               | 26 febbraio 2014  | Pan-STARRS                |
| 571633 | 2007 TH470               | 12 ottobre 2007   | Mount Lemmon Survey       |
| 571634 | 2007 TR474               | 4 ottobre 2007    | Spacewatch                |
| 571635 | 2007 TT474               | 12 ottobre 2007   | Mount Lemmon Survey       |
| 571636 | 2007 TB475               | 15 ottobre 2007   | Mount Lemmon Survey       |
| 571637 | 2007 TD475               | 29 gennaio 2009   | Mount Lemmon Survey       |
| 571638 | 2007 TK475               | 23 dicembre 2017  | Pan-STARRS                |
| 571639 | 2007 TP475               | 15 ottobre 2007   | Spacewatch                |
| 571640 | 2007 TM476               | 28 ottobre 2011   | Mount Lemmon Survey       |
| 571641 | 2007 TB477               | 7 gennaio 2014    | Mount Lemmon Survey       |
| 571642 | 2007 TQ477               | 12 ottobre 2007   | Mount Lemmon Survey       |
| 571643 | 2007 TZ478               | 9 ottobre 2012    | Pan-STARRS                |
| 571644 | 2007 TU480               | 15 ottobre 2007   | Mount Lemmon Survey       |
| 571645 | 2007 TN481               | 10 ottobre 2007   | Spacewatch                |
| 571646 | 2007 TP481               | 12 ottobre 2007   | Spacewatch                |
| 571647 | 2007 TJ482               | 15 ottobre 2007   | Mount Lemmon Survey       |
| 571648 | 2007 TA483               | 7 ottobre 2007    | Spacewatch                |
| 571649 | 2007 TL484               | 4 ottobre 2007    | Mount Lemmon Survey       |
| 571650 | 2007 TO484               | 7 ottobre 2007    | Mount Lemmon Survey       |
| 571651 | 2007 TW484               | 11 ottobre 2007   | Mount Lemmon Survey       |
| 571652 | 2007 TC485               | 11 aprile 2005    | Mount Lemmon Survey       |
| 571653 | 2007 TG486               | 8 ottobre 2007    | Mount Lemmon Survey       |
| 571654 | 2007 TO487               | 9 ottobre 2007    | Spacewatch                |
| 571655 | 2007 TP487               | 12 ottobre 2007   | Spacewatch                |
| 571656 | 2007 TV488               | 13 ottobre 2007   | Mount Lemmon Survey       |
| 571657 | 2007 TK489               | 15 ottobre 2007   | Mount Lemmon Survey       |
| 571658 | 2007 TN490               | 9 ottobre 2007    | Spacewatch                |
| 571659 | 2007 TZ490               | 12 ottobre 2007   | Spacewatch                |
| 571660 | 2007 TW491               | 8 ottobre 2007    | Mount Lemmon Survey       |
| 571661 | 2007 TW494               | 15 ottobre 2007   | Mount Lemmon Survey       |
| 571662 | 2007 TY494               | 14 ottobre 2007   | Mount Lemmon Survey       |
| 571663 | 2007 UO13                | 17 ottobre 2007   | Mount Lemmon Survey       |
| 571664 | 2007 UK17                | 12 settembre 2007 | Mount Lemmon Survey       |
| 571665 | 2007 US17                | 13 ottobre 2007   | F. Kugel                  |
| 571666 | 2007 UH21                | 16 ottobre 2007   | Spacewatch                |
| 571667 | 2007 UO22                | 7 ottobre 2007    | Mount Lemmon Survey       |
| 571668 | 2007 UP23                | 8 ottobre 2007    | Mount Lemmon Survey       |
| 571669 | 2007 US28                | 16 ottobre 2007   | CSS                       |
| 571670 | 2007 UJ34                | 18 ottobre 2007   | Spacewatch                |
| 571671 | 2007 UQ38                | 26 settembre 2000 | Spacewatch                |
| 571672 | 2007 UK45                | 18 ottobre 2007   | Spacewatch                |
| 571673 | 2007 UK53                | 30 ottobre 2007   | Spacewatch                |
| 571674 | 2007 UK54                | 30 ottobre 2007   | Spacewatch                |
| 571675 | 2007 UH60                | 20 maggio 2006    | Spacewatch                |
| 571676 | 2007 UB61                | 30 ottobre 2007   | Mount Lemmon Survey       |
| 571677 | 2007 UV64                | 21 febbraio 2002  | Spacewatch                |
| 571678 | 2007 UA69                | 30 ottobre 2007   | Mount Lemmon Survey       |
| 571679 | 2007 UK73                | 31 ottobre 2007   | Mount Lemmon Survey       |
| 571680 | 2007 UW73                | 31 ottobre 2007   | Mount Lemmon Survey       |
| 571681 | 2007 UZ77                | 18 ottobre 2007   | Spacewatch                |
| 571682 | 2007 UU79                | 30 ottobre 2007   | Mount Lemmon Survey       |
| 571683 | 2007 UZ82                | 9 marzo 2005      | Mount Lemmon Survey       |
| 571684 | 2007 UJ83                | 30 ottobre 2007   | Spacewatch                |
| 571685 | 2007 US84                | 30 ottobre 2007   | Spacewatch                |
| 571686 | 2007 UQ88                | 10 ottobre 2007   | Spacewatch                |
| 571687 | 2007 UU89                | 30 ottobre 2007   | Mount Lemmon Survey       |
| 571688 | 2007 UH91                | 12 settembre 2007 | Mount Lemmon Survey       |
| 571689 | 2007 UD92                | 31 ottobre 2007   | Mount Lemmon Survey       |
| 571690 | 2007 UL95                | 8 ottobre 2007    | W. Bickel                 |
| 571691 | 2007 UR100               | 16 ottobre 2007   | Mount Lemmon Survey       |
| 571692 | 2007 UK103               | 30 ottobre 2007   | Mount Lemmon Survey       |
| 571693 | 2007 UV104               | 30 ottobre 2007   | Spacewatch                |
| 571694 | 2007 UR106               | 19 ottobre 2007   | Spacewatch                |
| 571695 | 2007 UL117               | 31 ottobre 2007   | Mount Lemmon Survey       |
| 571696 | 2007 UD132               | 18 ottobre 2007   | Spacewatch                |
| 571697 | 2007 UW143               | 16 ottobre 2007   | Mount Lemmon Survey       |
| 571698 | 2007 UP144               | 19 ottobre 2007   | Mount Lemmon Survey       |
| 571699 | 2007 UQ144               | 20 ottobre 2007   | Mount Lemmon Survey       |
| 571700 | 2007 UY144               | 21 ottobre 2007   | Mount Lemmon Survey       |

## 571701–571800
| Nome   | Designazione provvisoria | Data di scoperta  | Scopritore                          |
| ------ | ------------------------ | ----------------- | ----------------------------------- |
| 571701 | 2007 UY145               | 15 ottobre 2012   | Pan-STARRS                          |
| 571702 | 2007 UK146               | 20 ottobre 2007   | Mount Lemmon Survey                 |
| 571703 | 2007 UN146               | 10 settembre 2016 | Mount Lemmon Survey                 |
| 571704 | 2007 UR146               | 16 ottobre 2007   | Mount Lemmon Survey                 |
| 571705 | 2007 UH148               | 23 ottobre 2011   | Spacewatch                          |
| 571706 | 2007 UW148               | 20 ottobre 2007   | Spacewatch                          |
| 571707 | 2007 UA149               | 16 ottobre 2007   | Mount Lemmon Survey                 |
| 571708 | 2007 UQ149               | 8 febbraio 2014   | Mount Lemmon Survey                 |
| 571709 | 2007 UC150               | 13 gennaio 2018   | Mount Lemmon Survey                 |
| 571710 | 2007 UA151               | 12 novembre 2013  | Spacewatch                          |
| 571711 | 2007 UX151               | 24 gennaio 2014   | Pan-STARRS                          |
| 571712 | 2007 UB152               | 8 ottobre 2012    | Spacewatch                          |
| 571713 | 2007 UD152               | 20 ottobre 2007   | Mount Lemmon Survey                 |
| 571714 | 2007 UM152               | 21 ottobre 2007   | Mount Lemmon Survey                 |
| 571715 | 2007 UA154               | 16 ottobre 2012   | Mount Lemmon Survey                 |
| 571716 | 2007 UD155               | 18 ottobre 2007   | Mount Lemmon Survey                 |
| 571717 | 2007 UK155               | 20 ottobre 2007   | Mount Lemmon Survey                 |
| 571718 | 2007 UF156               | 21 ottobre 2007   | Mount Lemmon Survey                 |
| 571719 | 2007 UQ156               | 30 ottobre 2007   | Mount Lemmon Survey                 |
| 571720 | 2007 UM161               | 16 ottobre 2007   | Mount Lemmon Survey                 |
| 571721 | 2007 VN5                 | 4 novembre 2007   | Osservatorio astronomico di Maiorca |
| 571722 | 2007 VC23                | 12 ottobre 2007   | Spacewatch                          |
| 571723 | 2007 VE24                | 9 ottobre 2007    | Spacewatch                          |
| 571724 | 2007 VJ28                | 2 novembre 2007   | Mount Lemmon Survey                 |
| 571725 | 2007 VL29                | 3 novembre 2007   | Mount Lemmon Survey                 |
| 571726 | 2007 VL32                | 2 novembre 2007   | Spacewatch                          |
| 571727 | 2007 VR32                | 15 ottobre 2007   | Spacewatch                          |
| 571728 | 2007 VL39                | 8 ottobre 2007    | Mount Lemmon Survey                 |
| 571729 | 2007 VH42                | 12 ottobre 2007   | Mount Lemmon Survey                 |
| 571730 | 2007 VN42                | 3 novembre 2007   | Mount Lemmon Survey                 |
| 571731 | 2007 VH44                | 1 novembre 2007   | Spacewatch                          |
| 571732 | 2007 VB46                | 20 marzo 2002     | Kitt Peak Obs.                      |
| 571733 | 2007 VQ49                | 1 novembre 2007   | Spacewatch                          |
| 571734 | 2007 VL57                | 20 ottobre 2007   | Mount Lemmon Survey                 |
| 571735 | 2007 VA71                | 4 novembre 2007   | Mount Lemmon Survey                 |
| 571736 | 2007 VN75                | 3 novembre 2007   | Spacewatch                          |
| 571737 | 2007 VJ82                | 4 novembre 2007   | Spacewatch                          |
| 571738 | 2007 VP85                | 8 ottobre 2007    | CSS                                 |
| 571739 | 2007 VJ107               | 3 novembre 2007   | Spacewatch                          |
| 571740 | 2007 VQ113               | 3 novembre 2007   | Spacewatch                          |
| 571741 | 2007 VT113               | 15 ottobre 2007   | Mount Lemmon Survey                 |
| 571742 | 2007 VM114               | 3 novembre 2007   | Spacewatch                          |
| 571743 | 2007 VG117               | 3 novembre 2007   | Spacewatch                          |
| 571744 | 2007 VC118               | 4 novembre 2007   | Spacewatch                          |
| 571745 | 2007 VU119               | 14 ottobre 2007   | Spacewatch                          |
| 571746 | 2007 VU124               | 28 settembre 2003 | Spacewatch                          |
| 571747 | 2007 VB125               | 5 novembre 2007   | Spacewatch                          |
| 571748 | 2007 VS133               | 9 settembre 2007  | Mount Lemmon Survey                 |
| 571749 | 2007 VX146               | 4 novembre 2007   | Spacewatch                          |
| 571750 | 2007 VW148               | 14 settembre 2007 | Mount Lemmon Survey                 |
| 571751 | 2007 VS151               | 16 gennaio 2005   | Spacewatch                          |
| 571752 | 2007 VW151               | 18 ottobre 2007   | Spacewatch                          |
| 571753 | 2007 VZ151               | 2 novembre 2007   | Mount Lemmon Survey                 |
| 571754 | 2007 VN152               | 24 ottobre 2007   | Mount Lemmon Survey                 |
| 571755 | 2007 VL157               | 5 novembre 2007   | Spacewatch                          |
| 571756 | 2007 VB159               | 5 novembre 2007   | Spacewatch                          |
| 571757 | 2007 VR160               | 5 novembre 2007   | Spacewatch                          |
| 571758 | 2007 VS163               | 5 novembre 2007   | Spacewatch                          |
| 571759 | 2007 VQ164               | 14 ottobre 2007   | Mount Lemmon Survey                 |
| 571760 | 2007 VU172               | 2 novembre 2007   | Mount Lemmon Survey                 |
| 571761 | 2007 VT181               | 8 novembre 2007   | Mount Lemmon Survey                 |
| 571762 | 2007 VH191               | 4 novembre 2007   | Spacewatch                          |
| 571763 | 2007 VN197               | 8 novembre 2007   | Spacewatch                          |
| 571764 | 2007 VB200               | 30 ottobre 2007   | Mount Lemmon Survey                 |
| 571765 | 2007 VC205               | 18 ottobre 2007   | Spacewatch                          |
| 571766 | 2007 VD211               | 9 novembre 2007   | Spacewatch                          |
| 571767 | 2007 VO212               | 4 aprile 2005     | Mount Lemmon Survey                 |
| 571768 | 2007 VA213               | 9 novembre 2007   | Spacewatch                          |
| 571769 | 2007 VS213               | 9 novembre 2007   | Spacewatch                          |
| 571770 | 2007 VM220               | 9 novembre 2007   | Spacewatch                          |
| 571771 | 2007 VX220               | 12 novembre 2007  | Mount Lemmon Survey                 |
| 571772 | 2007 VZ223               | 7 novembre 2007   | Spacewatch                          |
| 571773 | 2007 VM226               | 16 ottobre 2007   | Spacewatch                          |
| 571774 | 2007 VU227               | 12 ottobre 2007   | Mount Lemmon Survey                 |
| 571775 | 2007 VA229               | 17 ottobre 2007   | Mount Lemmon Survey                 |
| 571776 | 2007 VP230               | 7 novembre 2007   | Spacewatch                          |
| 571777 | 2007 VW231               | 16 ottobre 2007   | Mount Lemmon Survey                 |
| 571778 | 2007 VR246               | 9 novembre 2007   | Mount Lemmon Survey                 |
| 571779 | 2007 VJ261               | 9 ottobre 2007    | Spacewatch                          |
| 571780 | 2007 VP261               | 13 novembre 2007  | Mount Lemmon Survey                 |
| 571781 | 2007 VW261               | 9 ottobre 2007    | Mount Lemmon Survey                 |
| 571782 | 2007 VD274               | 18 settembre 2003 | LONEOS                              |
| 571783 | 2007 VN286               | 14 novembre 2007  | Spacewatch                          |
| 571784 | 2007 VV287               | 12 novembre 2007  | Mount Lemmon Survey                 |
| 571785 | 2007 VU288               | 14 ottobre 2007   | Mount Lemmon Survey                 |
| 571786 | 2007 VA301               | 30 ottobre 2007   | CSS                                 |
| 571787 | 2007 VA318               | 8 ottobre 2007    | Mount Lemmon Survey                 |
| 571788 | 2007 VV319               | 2 novembre 2007   | LINEAR                              |
| 571789 | 2007 VW325               | 5 luglio 2003     | Spacewatch                          |
| 571790 | 2007 VH327               | 7 novembre 2007   | CSS                                 |
| 571791 | 2007 VX336               | 9 ottobre 2007    | PMO NEO                             |
| 571792 | 2007 VB338               | 3 novembre 2007   | Mount Lemmon Survey                 |
| 571793 | 2007 VF339               | 8 novembre 2007   | Spacewatch                          |
| 571794 | 2007 VR339               | 3 novembre 2007   | Spacewatch                          |
| 571795 | 2007 VP340               | 4 novembre 2007   | Mount Lemmon Survey                 |
| 571796 | 2007 VQ340               | 4 novembre 2007   | Mount Lemmon Survey                 |
| 571797 | 2007 VZ341               | 12 novembre 2007  | Mount Lemmon Survey                 |
| 571798 | 2007 VP342               | 13 novembre 2007  | Mount Lemmon Survey                 |
| 571799 | 2007 VY343               | 21 ottobre 2012   | Pan-STARRS                          |
| 571800 | 2007 VA344               | 19 marzo 2013     | Pan-STARRS                          |

## 571801–571900
| Nome   | Designazione provvisoria | Data di scoperta  | Scopritore                   |
| ------ | ------------------------ | ----------------- | ---------------------------- |
| 571801 | 2007 VC344               | 12 novembre 2007  | Mount Lemmon Survey          |
| 571802 | 2007 VL344               | 7 novembre 2007   | Spacewatch                   |
| 571803 | 2007 VP344               | 11 luglio 2016    | Pan-STARRS                   |
| 571804 | 2007 VT344               | 9 novembre 2007   | Spacewatch                   |
| 571805 | 2007 VM346               | 2 novembre 2007   | Spacewatch                   |
| 571806 | 2007 VO348               | 26 gennaio 2014   | Pan-STARRS                   |
| 571807 | 2007 VQ348               | 5 novembre 2007   | Mount Lemmon Survey          |
| 571808 | 2007 VU348               | 18 giugno 2015    | Pan-STARRS                   |
| 571809 | 2007 VF350               | 21 gennaio 2014   | Spacewatch                   |
| 571810 | 2007 VB351               | 1 ottobre 2017    | Pan-STARRS                   |
| 571811 | 2007 VH351               | 8 novembre 2007   | Mount Lemmon Survey          |
| 571812 | 2007 VP351               | 5 novembre 2007   | Mount Lemmon Survey          |
| 571813 | 2007 VN352               | 11 dicembre 2013  | Pan-STARRS                   |
| 571814 | 2007 VO352               | 7 novembre 2007   | Spacewatch                   |
| 571815 | 2007 VQ352               | 2 settembre 2017  | Pan-STARRS                   |
| 571816 | 2007 VH355               | 8 novembre 2007   | Spacewatch                   |
| 571817 | 2007 VM355               | 5 dicembre 2008   | Mount Lemmon Survey          |
| 571818 | 2007 VC356               | 4 novembre 2007   | Spacewatch                   |
| 571819 | 2007 VE356               | 13 novembre 2007  | Mount Lemmon Survey          |
| 571820 | 2007 VM359               | 12 giugno 2015    | Mount Lemmon Survey          |
| 571821 | 2007 VN359               | 2 novembre 2007   | Spacewatch                   |
| 571822 | 2007 VW359               | 9 novembre 2007   | Spacewatch                   |
| 571823 | 2007 VV360               | 8 ottobre 2012    | Mount Lemmon Survey          |
| 571824 | 2007 VF361               | 8 novembre 2007   | Spacewatch                   |
| 571825 | 2007 VH361               | 6 dicembre 2013   | M. Schwartz, P. R. Holvorcem |
| 571826 | 2007 VJ361               | 4 novembre 2007   | Spacewatch                   |
| 571827 | 2007 VZ361               | 12 aprile 2013    | Pan-STARRS                   |
| 571828 | 2007 VX363               | 3 novembre 2007   | Mount Lemmon Survey          |
| 571829 | 2007 VW364               | 19 settembre 2003 | Spacewatch                   |
| 571830 | 2007 VM365               | 3 novembre 2007   | Spacewatch                   |
| 571831 | 2007 VK366               | 11 novembre 2007  | Mount Lemmon Survey          |
| 571832 | 2007 VQ373               | 11 novembre 2007  | Mount Lemmon Survey          |
| 571833 | 2007 VJ374               | 3 novembre 2007   | Mount Lemmon Survey          |
| 571834 | 2007 WE11                | 9 novembre 2007   | CSS                          |
| 571835 | 2007 WB12                | 16 novembre 2007  | Mount Lemmon Survey          |
| 571836 | 2007 WM14                | 18 novembre 2007  | Mount Lemmon Survey          |
| 571837 | 2007 WB21                | 18 novembre 2007  | Mount Lemmon Survey          |
| 571838 | 2007 WB22                | 4 dicembre 1996   | Spacewatch                   |
| 571839 | 2007 WU26                | 1 ottobre 2003    | Spacewatch                   |
| 571840 | 2007 WU29                | 19 novembre 2007  | Spacewatch                   |
| 571841 | 2007 WA32                | 19 novembre 2007  | Mount Lemmon Survey          |
| 571842 | 2007 WL35                | 8 novembre 2007   | Spacewatch                   |
| 571843 | 2007 WQ35                | 19 novembre 2007  | Mount Lemmon Survey          |
| 571844 | 2007 WM44                | 20 novembre 2007  | Mount Lemmon Survey          |
| 571845 | 2007 WK46                | 20 novembre 2007  | Mount Lemmon Survey          |
| 571846 | 2007 WS48                | 20 novembre 2007  | Mount Lemmon Survey          |
| 571847 | 2007 WE49                | 4 novembre 2007   | Spacewatch                   |
| 571848 | 2007 WM55                | 30 novembre 2007  | V. S. Casulli                |
| 571849 | 2007 WX56                | 18 novembre 2007  | Spacewatch                   |
| 571850 | 2007 WF57                | 2 novembre 2007   | Spacewatch                   |
| 571851 | 2007 WW65                | 31 gennaio 2009   | Spacewatch                   |
| 571852 | 2007 WD66                | 17 novembre 2007  | Spacewatch                   |
| 571853 | 2007 WJ66                | 17 novembre 2007  | Mount Lemmon Survey          |
| 571854 | 2007 WC68                | 13 settembre 2014 | Pan-STARRS                   |
| 571855 | 2007 WV69                | 4 luglio 2016     | Pan-STARRS                   |
| 571856 | 2007 WD70                | 23 aprile 2015    | Pan-STARRS                   |
| 571857 | 2007 WZ70                | 25 ottobre 2012   | Mount Lemmon Survey          |
| 571858 | 2007 WE71                | 17 novembre 2007  | Spacewatch                   |
| 571859 | 2007 WS71                | 18 novembre 2007  | Spacewatch                   |
| 571860 | 2007 WJ73                | 16 novembre 2007  | Mount Lemmon Survey          |
| 571861 | 2007 XD5                 | 4 dicembre 2007   | Spacewatch                   |
| 571862 | 2007 XZ6                 | 23 maggio 2006    | Mount Lemmon Survey          |
| 571863 | 2007 XW17                | 8 luglio 2003     | NEAT                         |
| 571864 | 2007 XA27                | 14 dicembre 2007  | Spacewatch                   |
| 571865 | 2007 XT31                | 17 novembre 2007  | Mount Lemmon Survey          |
| 571866 | 2007 XF35                | 20 novembre 2007  | Mount Lemmon Survey          |
| 571867 | 2007 XD40                | 13 dicembre 2007  | LINEAR                       |
| 571868 | 2007 XQ44                | 15 dicembre 2007  | Spacewatch                   |
| 571869 | 2007 XB46                | 5 novembre 2007   | Spacewatch                   |
| 571870 | 2007 XD46                | 15 dicembre 2007  | CSS                          |
| 571871 | 2007 XE49                | 15 dicembre 2007  | Spacewatch                   |
| 571872 | 2007 XG54                | 4 dicembre 2007   | Spacewatch                   |
| 571873 | 2007 XX59                | 2 aprile 2005     | Spacewatch                   |
| 571874 | 2007 XK61                | 6 dicembre 2007   | Spacewatch                   |
| 571875 | 2007 XZ61                | 6 dicembre 2007   | R. Holmes                    |
| 571876 | 2007 XB62                | 4 dicembre 2007   | Spacewatch                   |
| 571877 | 2007 XK62                | 10 febbraio 2014  | Pan-STARRS                   |
| 571878 | 2007 XZ62                | 10 ottobre 2015   | Pan-STARRS                   |
| 571879 | 2007 XB63                | 12 giugno 2015    | Pan-STARRS                   |
| 571880 | 2007 XQ64                | 5 dicembre 2007   | Spacewatch                   |
| 571881 | 2007 XX64                | 28 agosto 2017    | W. Bickel                    |
| 571882 | 2007 XF65                | 4 dicembre 2007   | Spacewatch                   |
| 571883 | 2007 XR65                | 15 dicembre 2007  | Mount Lemmon Survey          |
| 571884 | 2007 XF66                | 31 agosto 2017    | Mount Lemmon Survey          |
| 571885 | 2007 XH69                | 5 dicembre 2007   | Spacewatch                   |
| 571886 | 2007 XJ69                | 14 dicembre 2007  | Mount Lemmon Survey          |
| 571887 | 2007 XN69                | 4 dicembre 2007   | Mount Lemmon Survey          |
| 571888 | 2007 YP                  | 16 dicembre 2007  | W. Bickel                    |
| 571889 | 2007 YS                  | 16 dicembre 2007  | W. Bickel                    |
| 571890 | 2007 YE3                 | 19 dicembre 2007  | K. Sárneczky                 |
| 571891 | 2007 YF8                 | 16 dicembre 2007  | Mount Lemmon Survey          |
| 571892 | 2007 YH8                 | 30 settembre 2003 | Spacewatch                   |
| 571893 | 2007 YO8                 | 16 dicembre 2007  | Mount Lemmon Survey          |
| 571894 | 2007 YY11                | 17 dicembre 2007  | Mount Lemmon Survey          |
| 571895 | 2007 YF13                | 17 dicembre 2007  | Mount Lemmon Survey          |
| 571896 | 2007 YR16                | 5 dicembre 2007   | Spacewatch                   |
| 571897 | 2007 YQ21                | 16 dicembre 2007  | Spacewatch                   |
| 571898 | 2007 YA23                | 16 dicembre 2007  | Mount Lemmon Survey          |
| 571899 | 2007 YB23                | 16 dicembre 2007  | Mount Lemmon Survey          |
| 571900 | 2007 YC24                | 29 agosto 2006    | Spacewatch                   |

## 571901–572000
| Nome                | Designazione provvisoria | Data di scoperta  | Scopritore                          |
| ------------------- | ------------------------ | ----------------- | ----------------------------------- |
| 571901              | 2007 YT32                | 28 dicembre 2007  | Spacewatch                          |
| 571902              | 2007 YV32                | 28 dicembre 2007  | Spacewatch                          |
| 571903              | 2007 YG37                | 17 dicembre 2007  | Spacewatch                          |
| 571904              | 2007 YH43                | 28 agosto 2006    | LONEOS                              |
| 571905              | 2007 YH52                | 17 dicembre 2007  | Mount Lemmon Survey                 |
| 571906              | 2007 YJ57                | 28 dicembre 2007  | Spacewatch                          |
| 571907              | 2007 YW64                | 30 dicembre 2007  | Mount Lemmon Survey                 |
| 571908              | 2007 YO68                | 30 dicembre 2007  | Spacewatch                          |
| 571909              | 2007 YK75                | 28 settembre 2006 | Spacewatch                          |
| 571910              | 2007 YZ76                | 19 dicembre 2007  | Mount Lemmon Survey                 |
| 571911              | 2007 YW77                | 26 novembre 2012  | Mount Lemmon Survey                 |
| 571912              | 2007 YF78                | 31 dicembre 2007  | Spacewatch                          |
| 571913              | 2007 YK78                | 31 dicembre 2007  | Spacewatch                          |
| 571914              | 2007 YZ78                | 5 novembre 2012   | Spacewatch                          |
| 571915              | 2007 YK80                | 30 dicembre 2007  | Spacewatch                          |
| 571916              | 2007 YM80                | 24 febbraio 2014  | Pan-STARRS                          |
| 571917              | 2007 YY82                | 9 dicembre 2015   | Pan-STARRS                          |
| 571918              | 2007 YG83                | 4 aprile 2014     | Mount Lemmon Survey                 |
| 571919              | 2007 YM85                | 31 dicembre 2013  | Pan-STARRS                          |
| 571920              | 2007 YX85                | 29 marzo 2017     | Pan-STARRS                          |
| 571921              | 2007 YV86                | 13 novembre 2007  | Mount Lemmon Survey                 |
| 571922              | 2007 YL87                | 23 maggio 2015    | CTIO-DECam                          |
| 571923              | 2007 YO87                | 18 marzo 2009     | Spacewatch                          |
| 571924              | 2007 YW87                | 26 agosto 2016    | Pan-STARRS                          |
| 571925              | 2007 YV88                | 3 novembre 2011   | Mount Lemmon Survey                 |
| 571926              | 2007 YW88                | 18 dicembre 2007  | Mount Lemmon Survey                 |
| 571927              | 2007 YM89                | 4 luglio 2016     | Pan-STARRS                          |
| 571928              | 2007 YC90                | 26 gennaio 2012   | Mount Lemmon Survey                 |
| 571929              | 2007 YJ90                | 23 marzo 2003     | SDSS Collaboration                  |
| 571930              | 2007 YV90                | 18 dicembre 2007  | Spacewatch                          |
| 571931              | 2007 YW90                | 19 dicembre 2007  | Mount Lemmon Survey                 |
| 571932              | 2007 YD91                | 30 dicembre 2007  | Spacewatch                          |
| 571933              | 2007 YH91                | 16 dicembre 2007  | Mount Lemmon Survey                 |
| 571934              | 2007 YR91                | 17 dicembre 2007  | Spacewatch                          |
| 571935              | 2007 YY91                | 17 dicembre 2007  | Spacewatch                          |
| 571936              | 2007 YF95                | 31 dicembre 2007  | Spacewatch                          |
| 571937              | 2008 AA                  | 1 gennaio 2008    | Osservatorio astronomico di Maiorca |
| 571938 Mariaeimmart | 2008 AG2                 | 6 gennaio 2008    | Zelenchukskaya Stn                  |
| 571939              | 2008 AE8                 | 10 gennaio 2008   | Spacewatch                          |
| 571940              | 2008 AG12                | 10 gennaio 2008   | Mount Lemmon Survey                 |
| 571941              | 2008 AR14                | 30 dicembre 2007  | Mount Lemmon Survey                 |
| 571942              | 2008 AM16                | 10 gennaio 2008   | Mount Lemmon Survey                 |
| 571943              | 2008 AN16                | 29 luglio 2000    | M. W. Buie, S. D. Kern              |
| 571944              | 2008 AO16                | 10 gennaio 2008   | Mount Lemmon Survey                 |
| 571945              | 2008 AG23                | 23 marzo 2003     | SDSS Collaboration                  |
| 571946              | 2008 AR23                | 10 gennaio 2008   | Mount Lemmon Survey                 |
| 571947              | 2008 AZ40                | 10 gennaio 2008   | Mount Lemmon Survey                 |
| 571948              | 2008 AR45                | 19 novembre 2007  | Spacewatch                          |
| 571949              | 2008 AK47                | 16 dicembre 2007  | Spacewatch                          |
| 571950              | 2008 AJ49                | 31 dicembre 2007  | Spacewatch                          |
| 571951              | 2008 AF50                | 1 gennaio 2008    | Spacewatch                          |
| 571952              | 2008 AY50                | 16 settembre 2006 | LONEOS                              |
| 571953              | 2008 AF52                | 20 novembre 2003  | P. Garossino, D. Wells              |
| 571954              | 2008 AB56                | 11 gennaio 2008   | Spacewatch                          |
| 571955              | 2008 AR57                | 24 marzo 2003     | Spacewatch                          |
| 571956              | 2008 AN66                | 11 gennaio 2008   | Spacewatch                          |
| 571957              | 2008 AS67                | 30 dicembre 2007  | Mount Lemmon Survey                 |
| 571958              | 2008 AK71                | 20 novembre 2007  | Spacewatch                          |
| 571959              | 2008 AZ73                | 10 gennaio 2008   | Spacewatch                          |
| 571960              | 2008 AS74                | 31 dicembre 2007  | Spacewatch                          |
| 571961              | 2008 AW76                | 14 dicembre 2007  | Mount Lemmon Survey                 |
| 571962              | 2008 AS81                | 28 gennaio 2003   | Spacewatch                          |
| 571963              | 2008 AE83                | 4 novembre 2007   | Mount Lemmon Survey                 |
| 571964              | 2008 AR83                | 18 dicembre 2007  | Spacewatch                          |
| 571965              | 2008 AK84                | 15 gennaio 2008   | Spacewatch                          |
| 571966              | 2008 AG87                | 20 dicembre 2007  | Spacewatch                          |
| 571967              | 2008 AS87                | 13 gennaio 2008   | Spacewatch                          |
| 571968              | 2008 AN89                | 30 dicembre 2007  | Spacewatch                          |
| 571969              | 2008 AZ89                | 13 gennaio 2008   | Spacewatch                          |
| 571970              | 2008 AC90                | 30 dicembre 2007  | Spacewatch                          |
| 571971              | 2008 AC91                | 14 dicembre 2007  | Mount Lemmon Survey                 |
| 571972              | 2008 AG92                | 14 gennaio 2008   | Spacewatch                          |
| 571973              | 2008 AH95                | 14 gennaio 2008   | Spacewatch                          |
| 571974              | 2008 AW96                | 14 gennaio 2008   | Spacewatch                          |
| 571975              | 2008 AT100               | 14 gennaio 2008   | Spacewatch                          |
| 571976              | 2008 AF117               | 10 gennaio 2008   | Spacewatch                          |
| 571977              | 2008 AM126               | 6 gennaio 2008    | Osservatorio di Mauna Kea           |
| 571978              | 2008 AL128               | 12 gennaio 2008   | Mount Lemmon Survey                 |
| 571979              | 2008 AK131               | 6 luglio 2005     | Spacewatch                          |
| 571980              | 2008 AX136               | 13 gennaio 2008   | Spacewatch                          |
| 571981              | 2008 AO139               | 11 gennaio 2008   | Mount Lemmon Survey                 |
| 571982              | 2008 AU139               | 30 dicembre 2007  | Spacewatch                          |
| 571983              | 2008 AN140               | 17 marzo 2012     | Mount Lemmon Survey                 |
| 571984              | 2008 AR140               | 6 ottobre 2012    | Spacewatch                          |
| 571985              | 2008 AW140               | 28 luglio 2011    | Pan-STARRS                          |
| 571986              | 2008 AY140               | 26 marzo 2009     | Spacewatch                          |
| 571987              | 2008 AB141               | 11 gennaio 2008   | Spacewatch                          |
| 571988              | 2008 AJ141               | 13 gennaio 2008   | Mount Lemmon Survey                 |
| 571989              | 2008 AH142               | 28 agosto 2016    | Mount Lemmon Survey                 |
| 571990              | 2008 AU142               | 14 maggio 2015    | Pan-STARRS                          |
| 571991              | 2008 AH143               | 2 agosto 2011     | Pan-STARRS                          |
| 571992              | 2008 AW143               | 30 gennaio 2009   | Mount Lemmon Survey                 |
| 571993              | 2008 AC144               | 16 dicembre 2007  | Mount Lemmon Survey                 |
| 571994              | 2008 AM144               | 11 gennaio 2008   | Mount Lemmon Survey                 |
| 571995              | 2008 AX144               | 20 aprile 2014    | Mount Lemmon Survey                 |
| 571996              | 2008 AJ145               | 13 gennaio 2008   | Mount Lemmon Survey                 |
| 571997              | 2008 AX145               | 18 dicembre 2007  | Mount Lemmon Survey                 |
| 571998              | 2008 AM146               | 14 gennaio 2008   | Spacewatch                          |
| 571999              | 2008 AF147               | 12 novembre 2012  | Pan-STARRS                          |
| 572000              | 2008 AY147               | 18 novembre 2017  | Pan-STARRS                          |